# 대알바니아

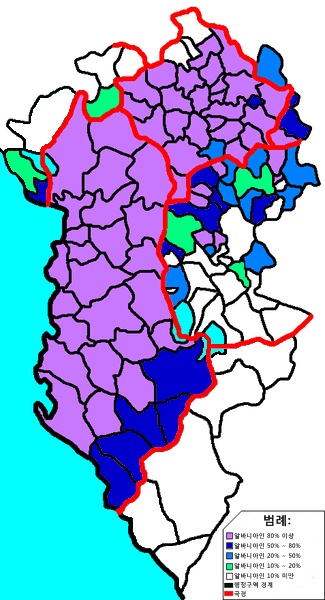
알바니아와 이웃 국가의 알바니아인

대알바니아(알바니아어: Shqipëria e Madhe)는 알바니아의 영토 이외의 지역에 거주하는 극단적인 알바니아 민족주의자들이 주장하는 민족통일주의 개념으로, 알바니아와 코소보, 그리스의 이피로스 주와 몬테네그로의 울친, 북마케도니아 공화국의 서부 지역과 세르비아의 프레셰보와 메드베자, 부야노바츠 지역을 포함한다.

## 같이 보기
- 프리즈렌 동맹